# Albit

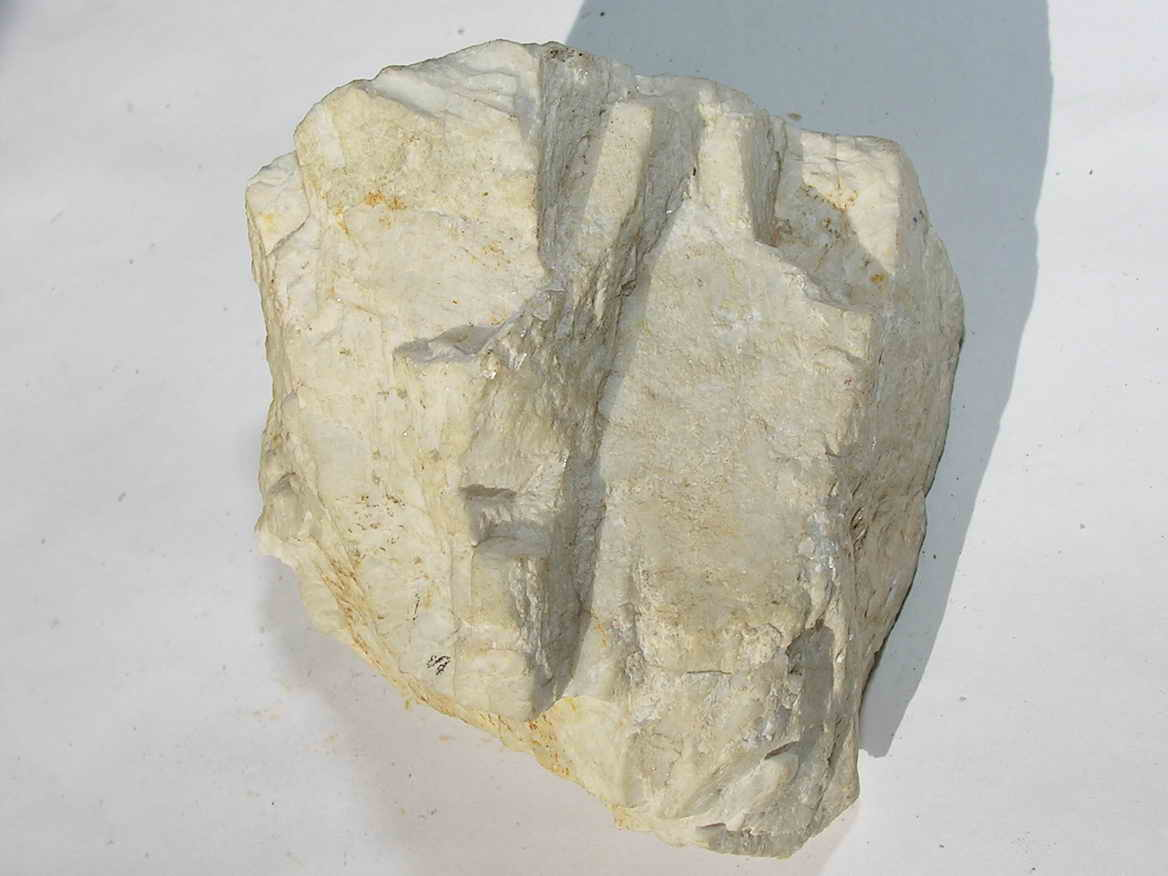
Albit

Albit là khoáng vật fenspat plagiocla thuộc nhóm silicat khung, có màu trắng trong. Albit là thành phần chính của nhóm khoáng vật plagiocla kết tinh từ dung dịch rắn. Nó đại diện cho plagiocla khi hàm lượng anorthit trong plagiocla nhỏ hơn 10%. Albit nguyên chất có công thức NaAlSi3O8.
Albit kết tinh theo hệ tam tà, có tỷ trọng khoảng 2,62 và độ cứng 6 - 6.5. Albit luôn tồn tại ở dạng song tinh, và thường xuất hiện ở dạng riêng biệt song song nhau thay thế với microlin trong perthit do sự quá bão hòa trong quá trình nguội dần.
Albit xuất hiện trong các khối granit và pecmatit, trong một số mỏ nguồn gốc nhiệt dịch và tạo thành một phần của đá giống đá phiến lục bị biến chất từ các đá bazan.
Khoáng vật này được phát hiện đầu tiên năm 1815 ở Thuỵ Điển. Tên của nó có nguồn gốc từ tiếng Latin là albus nghĩa là màu trắng đặc biệt.